# Ernst Sartorius
Ernst Wilhelm Christian Sartorius (* 10. Mai 1797 in Darmstadt; † 1. Juni 1859 in Königsberg) war ein deutscher evangelisch-lutherischer Theologe, Generalsuperintendent und Autor.

## Leben

### Herkunft und Familie
Ernst Sartorius wurde als Sohn des aus Gräfenhausen stammenden und späteren Prorectors und Gymnasialprofessors am Pädagogium in Darmstadt Ernst Ludwig Sartorius (1754–1829) und dessen Ehefrau Louise Dorothea Magdalena geborene Grundmann geboren. Sein jüngerer Bruder war der spätere Bevollmächtigte des Zollvereins und später zum Zoll- und Steuerdirektor beförderte Ludwig Philipp Sartorius (1805–1848). Seine ältere Schwester Maria Wilhelmina Sartorius (1794–1884) heiratete 1821 den späteren Minister Wilhelm Hallwachs.
Am 18. Februar 1830 heiratete er die aus Riga stammende Emilie von Vietinghoff († 1830) und heiratete als Witwer am 12. Februar 1832 Maria von Engelhardt, Tochter von Moritz von Engelhardt. Sein einziger Sohn Ernst Sartorius wurde Pastor.

### Werdegang
Nach seiner Schulzeit am Pädagogium 1806 bis 1815 begann Ernst Sartorius Ostern 1815, ermöglicht durch die Beziehungen seines Vaters, sein Studium an der Theologischen Fakultät Göttingen und wurde 1818 zum Dr. der Philosophie promoviert. Zu seinen Lehrern gehörte unter anderem Gottlieb Jakob Planck.
1819 wurde Ernst Sartorius Repetent der Theologie in Göttingen. 1821 folgte dem Ruf als außerordentlicher Professor der Theologie in Marburg 1823 die Berufung zum Ordinarius. Dem Ruf von 1824 an die Kaiserliche Universität Dorpat und Verleihung der theologischen Doktorwürde folgte eine elfjährige wissenschaftliche Tätigkeit, die zur Errichtung der evangelischen Kirche in Russland beitrug.
Auf Veranlassung von Wilhelm Friedrich III. wurde Ernst Sartorius, gegen die Einwendungen des Ministers Altenstein zum Generalsuperintendenten der Provinz Preußen berufen und predigte als erster Hofprediger anlässlich seiner Einführung am 5. November 1835 in der Schlosskirche Königsberg. In diesem Amt wirkte er bis zu seinem Tod.
Er veröffentlichte zahlreiche Schriften in der Evangelischen Kirchenzeitung Ernst Wilhelm Hengstenbergs, die unter anderem auch in den Jahren 1834 bis 1836 mit Polemik gegen Johann Adam Möhler gerichtet waren. Weiterhin setzte er sich in Lesefrüchten mit dem Theologischen Rationalismus von Johann Friedrich Röhr und Karl Gottlieb Bretschneider auseinander und stritt gegen die Bewegung der Lichtfreunde.
Seine letzte Streitschrift Soli Deo gloria! Vergleichende Würdigung evangelisch=lutherischer und römisch=katholischer Lehre nach dem augsburgischen und tridentinischen Bekenntnis mit besonderer Hinsicht auf Möhlers Symbolik wurde durch seinen Sohn 1860 veröffentlicht.

## Festreden
Aus seiner Festrede über die Herrlichkeit der Augsburgischen Konfession zur Dreihundertjahrfeier des Augsburger Reichstags von 1530 entstanden die Beiträge zur Apologie der Augsburgischen Konfession gegen alte und neue Gegner, die 1853 in einer zweiten Auflage erschien.

## Veröffentlichungen
- 1821: Drey Abhandlungen über wichtige Gegenstände der exegetischen und systematischen Theologie. Buchhandlung Dietrich. Göttingen 1820. 196 S.[4]
- 1821: Die lutherische Lehre vom Unvermögen des freyen Willens zur höheren Sittlichkeit, in Briefen, nebst einem Anhange gegen Herrn D. Schleyermacher's Abhandlung über die Lehre von der Erwählung., Joh. Chris. Dan. Schneider. Göttingen 1821., Gedruckt bey Christian Herbst., 176 S.,[5]
- 1822: Über die Lehre der Protestanten von der heiligen Würde der weltlichen Obrigkeit.
- 1822: Die Religion außerhalb der Grenzen der bloßen Vernunft nach den Grundsätzen des wahren Protestantismus und gegen die eines falschen Nationalismus.
- 1823–1849: Meditationen
- 1825–1826: Beiträge zur evangelischen Rechtgläubigkeit.
- 1829: Apologie des ersten Artikels der Augsburgischen Confession gegen alte und neue Gegner. (Digitalisat in der Digitalen Bibliothek Mecklenburg-Vorpommern)
- 1829: Memoriam viri summe reverendi Rudolphi Theophili Samuelis Henzi philosophiae doctoris, Rossorum imperatori Augustissimo a consiliis collegiorum, theologiae exegeticae atque linguarum Orientalium professoris publici ordinarii commilitonibus commendat ordo theologorum interprete Ernesto Sartorius philos. et theol. doctore, theologiae systematicae professore P. O. Annexa est Theophili Eduardi Lenz theologiae practicae professoris P. O. Oratio funebris. Dorpati Livonorum typis J. C. Schuenmanni, typographi academici. MDCCCXXIX Bibliothekskatalog Uni Tartu
- 1831: Lehre von Christus Person und Werk.
  - in sieben Auflagen erschienen und unter anderem auf holländisch übersetzt
- 1840–1856: Die Lehre von der Heiligen Liebe.
- 1845: über die Notwendigkeit und Verbindlichkeit der kirchlichen Glaubensbekenntnisse.
- 1852: über den alt= und neutestamentischen Kultus, insbesondere, insbesondere über Sabbath, Priesterthum, Sakrament und Opfer.
- 1855: Meditationen über die Offenbarung der Herrlichkeit Gottes in seiner Kirche und besonders über die Gegenwart des verklärten Leibes und Blutes Christi im hl. Abendmahl.